# Ахти
Ахти́ (рос. Ахты лезгин. Ахцегь) — село, адміністративний центр Ахтинського району, Дагестан. Розташоване на річках Ахтичай і Самур. Це найбільше село в Дагестані. Найпівденніший райцентр Росії. Один з найдавніших населених пунктів в Дагестані — селу понад 2500 років.

## Географія
```
Ахти з супутника
 
[
Архівовано
 10 березня 2018 у 
Wayback Machine
.
]
```

### Географія
Ахти розташоване на самому півдні Республіки Дагестан, у мальовничій долині річки Самур, при впадінні в неї річки Ахтичай. Оточений гірськими вершинами Гестінкіль 2788, КІелезхев 1870, Шалбуздаг 4142. З півночі до Ахтам примикає Самурского хребет, з південного заходу Ахтинській хребет, а з південного сходу бічні хребти, що відходять від Шалбуздага.

### Внутрішнє опис
Річка Самур протікає по північній частині Ахтів. Річка Ахтичай ділить Ахти навпіл, протікаючи з півдня на північ, і входить в Самур в межі села. Історичний центр Ахтів розташований на схилах гори КІелезхев, а основна частина розташована в рівнинній частині, між хребтами, у Самурского долині. Дві садівничо-житлові зони тягнуться на два-три кілометри в гору по берегах Ахтичая.

### Клімат
Клімат в Ахтах помірно-континентальний. Характеризується підвищеною сонячною і ультрафіолетовою радіацією. Атмосферний тиск майже постійно тримається на позначці 675 мм ртутного стовпа, що лише на 85 мм нижче норми. Середньорічна кількість опадів становить 335 мм. Літо тепле, сухе, характерна помірна спека, задушлива спека як на рівнині, цій місцевості не характерна. Сонячна погода спостерігається до 65%, з них 19% припадає на жарку і суху погоду. Зима м'яка, середня температура січня −2,2 °; помірно морозні погоди складають 25%, погоди з переходом через 0 ° — 50%. Осінь тепла і суха. Середньорічна температура дорівнює +8-9 º С. Тривалість сонячного сяйва найтриваліша в Дагестані — 2472 години. Погода в Ахтах зазвичай безвітряна, повітря чисте й прозоре, вологість повітря низька.

### Геологія
Ґрунт гірничо-степовий і гірничо-лугови, складений глинястими аспідними сланцями і вапняком.

### Біосфера
Зустрічаються гірські орли, кавказька агама (ящірка).

## Ахтинське мінеральне джерело
У п'яти верстах на північний захід від села на лівому березі річки Ахтичай, в ущелині, знаходиться Ахтинське мінеральне джерело. Ахтинські джерела містять три види мінеральних вод: сірководневі, родонові і йодо-бромні. Температура джерела коливається від 38-40 °C до 65-68 °C. Коливання температури пов'язані з порою року. Тут розташований бальнеологічний курорт «Ахти».

## Населення
За результатами Всеросійського перепису населення 2002 року в Ахтах проживало 13152 людини, проте зараз в селі живе понад 15000 осіб. У селі живуть лезгини, мусульмани-суніти. Мова лезгинська.
| Рік  | Населення |
| ---- | --------- |
| 1882 | 5,8       |
| 1886 | 5,9       |
| 1897 | 3,2       |
| 1903 | 5,9       |
| 1959 | 5,5       |
| 1970 | 7,2       |
| 1979 | 7,4       |
| 1989 | 7,4       |
| 2002 | 13,2      |
| 2010 | 15,5      |